# Paul Ziemiak
Paul Ziemiak (* 6. září 1985 Štětín, rodné jméno Paweł Ziemiak) je německý politik za Křesťanskodemokratickou unii. V letech 2014–2019 byl spolkovým předsedou její mládežnické odnože. Od spolkových voleb v roce 2017 je poslancem spolkového sněmu a od 8. prosince 2018 je hlavním tajemníkem své strany.
Narodil se v Polské lidové republice, kterou opustil se svým starším bratrem a se svými rodiči, povoláním lékaři, v roce 1988. Získali německé občanství na základě tvrzení o částečně německém původu, byť první rok museli strávit v uprchlickém táboře, než se mohli trvale usadit v Iserlohnu. Protože rodiče mluvili doma převážně polsky, vyrůstal Ziemiak v dvojjazyčném prostředí a na němčinu si musel zvyknout.
Ziemiak studoval nejprve právo, ale ani napodruhé se mu nepodařilo složit státní zkoušku a poté šel studovat podnikovou komunikaci.
Členem Junge Union se stal v roce 1999, od roku 2001 je členem CDU.